# 因加水坝
因加水坝（法語：Barrages d'Inga）是两座水力发电大坝，与世界上最大的瀑布之一 因加瀑布相连。位于刚果民主共和国西部，金沙萨西南 140 英里处。
刚果河上的因加瀑布是利文斯顿瀑布和马莱博湖下游的一组急流（或瀑布）。 瀑布的落差约为 96 米（315 英尺），年平均流量约为每秒 42,000 立方米（1,500,000 立方英尺/秒）。 基于这种流速以及 96 米的落差，仅因加瀑布就可能产生约 39.6 千兆瓦（53,100,000 马力）的机械能和几乎等量的电能。
因加瀑布目前有两个大型水力发电厂，当地政府正在考虑建造一个更大的水力发电站，称为大因加水电站（Grand Inga）。大因加水电站项目如果建成，将成为世界上最大的水力发电设施（参见世界水电站列表）。目前，该项目要求在约 150 米的水头处拥有每秒约 26,400 立方米的流量——这相当于约 38.9 千兆瓦的发电量。 如果水坝按计划建成，这个 40-70 千兆瓦发电量的项目将是目前世界纪录保持者——长江三峡水电站（参见三峡工程）的两倍多，成为世界上最大的水电站。如果大因加水电站按照装机总量的规模发电，将为非洲提供近 40% 的电力。
大因加水电站是一个“径流式”水力发电项目，其中只需要建造一个相对较小的水库来支持河流的流量。 这将使水力涡轮机的水头接近 150 米。

## 历史
1959 年，比利时殖民期间，在殖民政府考虑去殖民化前夕，启动了所谓的“因加计划”。因加一号于 1972 年完工，因加二号于 1982 年完工。

### 早期研究
人们很早就认识到了刚果河的水电潜力。当时帝国主义正在大肆瓜分非洲，河流一开始用于水力发电。1921 年，美国地质调查局发布了一份关于该河流水力发电潜力的早期报告。 他们的调查发现，整个刚果盆地拥有“超过世界四分之一的水力”。四年后，比利时士兵、数学家和企业家范德伦上校强调，因加瀑布具有这种潜力。他也表示，自己将继续在因加瀑布周围进行勘测工作。1920 年代和 1930 年代期间，Syneba 集团（1929-1939）对该地区的潜力进行了进一步调研，但二战的爆发及 Syneba 的解散使得调查暂时被搁置。
1920 年代，德国建筑师赫尔曼·瑟格尔提出了整合欧洲和非洲的亚特兰特罗帕计划，该计划包括了在刚果河上筑坝的提议。在这个计划中，这些水将用于灌溉北非的沙漠，并产生 22.5 至 45 千兆瓦的电力。

### 因加一号和因加二号

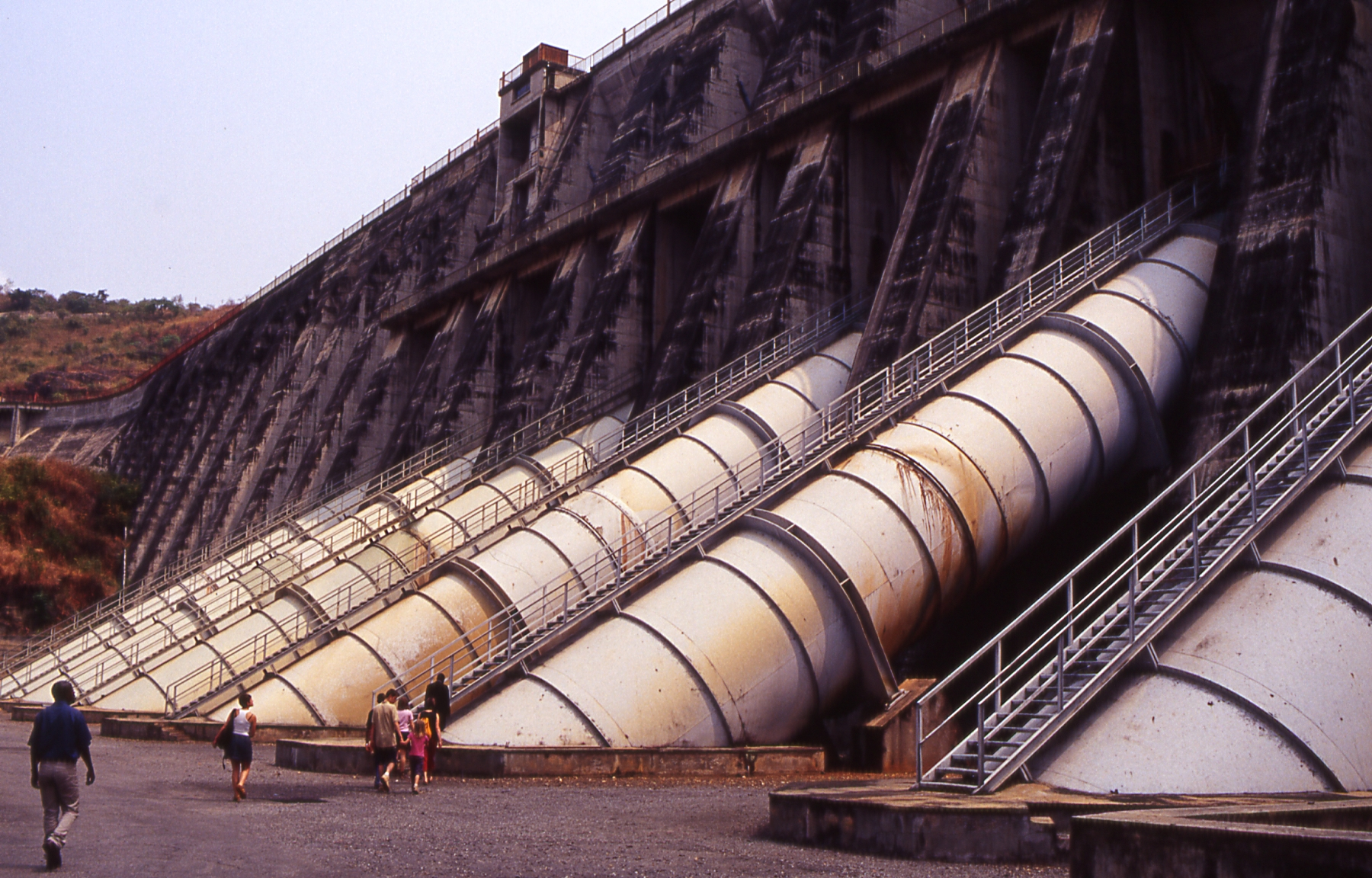
因加一号设施

1960 年代，该地区出现政局不稳定、国内叛乱和联合国介入等动乱（参见刚果危机），但领导人驾驭刚果河瀑布的希望并没有被削减丝毫。比利时殖民者离开后，留下一地废墟。在随后的动荡中，出现了蒙博托·塞塞·塞科。1965 年 11 月，通过第二次军事政变，蒙博托成为扎伊尔（即刚果民主共和国）的独裁者，他的统治一直持续到 1997 年 5 月。他在位期间该国建造了第一个也是迄今为止唯一一个工程项目——因加瀑布上的水电站。
因加一号是第一个完成的项目。意大利公司 SICAI 于 1963 年进行了一项可行性研究，该研究建议，大坝应当支持国内工业化建设，而不是以电力出口为重点。该项目主要由政府出资，建设于 1968 年到 1972 年，留下了一个六涡轮机发电厂，发电量为 351 兆瓦。生产电力主要被输送到其周围和下游的人口稠密地区。它的继任管理者明确表示，将用于南部的采矿活动。
因加二号建造于因加一号以南的地区。即使只有八台涡轮机，它也能生产 1,424 兆瓦电量，建成于因加一号建成整整十年后。